# The Dark Side of the Sun
The Dark Side of the Sun (bra: O Príncipe das Sombras) é um filme americano-iugoslavo de 1988, mas devido a Guerra de Independência da Croácia, foi lançado somente em 1997. 
Protagonizado por Brad Pitt, o filme conta a história de um jovem com uma rara doença de pele que não permite que ele se exponha à luz. 